# Vimory
Vimory é uma comuna francesa na região administrativa do Centro-Vale do Loire, no departamento de Loiret. Estende-se por uma área de 26.22 km². Em 2010 a comuna tinha 1 186 habitantes (densidade: 45,2 hab./km²).